# Michel Mazzoni
Pour les articles homonymes, voir Mazzoni.
Michel Mazzoni, né le 20 avril 1966, est un artiste français, utilisant la photographie et l’installation vidéo. Il vit et travaille à Bruxelles depuis 2007. Il développe une photographie «plasticienne» qui remonte aux sources de l’acte photographique, mettant en évidence, tantôt un sujet, tantôt la matérialité de ce sujet dans l’image photographique. Il montre un attachement pour l’archive, les technologies déficientes, les «silences». Le dispositif présentant ses œuvres à un rôle important dans l'annexion de l'espace d'exposition.    

## Œuvres
- Other Things Visible
- αστάρια I Amorces
- Indices
- Weightlessness
- Gavity
- God's Left Eye
- Straight In The Light